# Безноге
Безноге (рос. Безногое) — село у Доволенському районі Новосибірської області Російської Федерації.
Входить до складу муніципального утворення Комар'євська сільрада. Населення становить 45 осіб (2010).

## Історія
Згідно із законом від 2 червня 2004 року органом місцевого самоврядування є Комар'євська сільрада.

## Населення
| 2002 | 2007 | 2010 |
| ---- | ---- | ---- |
| 117  | ↘80  | ↘45  |